# نظارات (فلم)
نظارات (باليابانية: めがね) فيلم كوميديا ياباني. من تأليف وإخراج ناوكو أوغيغامي. تدور أحداث الفيلم في جزيرة يابانية غير مسماة، ويحكي قصة أستاذة جامعية تقضي إجازتها وتتواصل مع العديد من السكان المحليين غريبي الأطوار. تم عرضه في العديد من المهرجانات السينمائية بما في ذلك مهرجان صاندانس السينمائي. أثناء الإنتاج، قررت ناوكو اخيار عنوان الفيلم بعد إدراك مرتجل أن جميع الشخصيات في الفيلم يرتدون نظارات.

## القصة
يروي الفيلم قصة تايكو، وهي امرأة متوترة من المدينة تقضي إجازتها في جزيرة يابانية غريبة (حددها المخرج لاحقًا باسم جزيرة يورون، كاغوشيما). عند وصولها إلى فندق حمادة، تلتقي بسكان الجزيرة غريبي الأطوار: ساكورا، وهي امرأة غامضة مسنة تدير كشكًا للثلج المبروش في الجزيرة خلال موسم الربيع، لكنها لا تقبل أي أموال، هارونا، معلمة الأحياء التي تتنهد من عدم وجود أولاد لطيفين في فصلها، ويوجي صاحب الفندق الذي يرسم خرائط مربكة ويتفاخر بعدم وجود استقبال للهاتف الخليوي في فندقه. لتبدأ بعدها سلسلة من الاحداث والمواقف الغريبة بين تايكو وسكان الجزيرة.

## الممثلون
- ساتومي كوباياشي بدور تايكو
- ماساكو موتاي بدور العجوز ساكورا
- كين ميتسويشي بدور صاحب الفندق يوجي
- ميكاكو إيشيكاوا بدور المعلمة هارونا
- ريو كاسى بدور يوموجي

## المواضيع
أحد الموضوعات الرئيسية للفيلم هو أهمية أخذ الوقت وتقدير الحياة، على عكس نمط الحياة والعقلية الحضرية العادية لتايكو. تصور العديد من مشاهد الفيلم بهدوء لحظات بسيطة من الحياة مثل تناول الطعام أو مشاهدة المحيط أو العزف على المندولين. وصف هنري ستيوارت من مجلة ال ميغان بأنها "قصيدة لمتعة العيش البطيء". قال ناقد آخر عن الفيلم: "في هذه الجزيرة الفردوسية، لا يوجد شيء آخر يهم سوى إعادة شحن البطاريات الروحية والاستمتاع بالأكل". ساكورا هي مثال لهذا المثل الأعلى، الانتظار باهتمام أمام قدر طهي الفاصوليا من أجل إطفاء الحرارة في اللحظة المناسبة تمامًا أو إعداد الثلج المبروش الخاص بها بشق الأنفس.
حبكة الفيلم بطيئة عن عمد، وهي حقيقة اعترفت بها أوغيغامي في عرض مهرجان سان فرانسيسكو عندما أصدرت تحذيرًا من النوم للجمهور، مع الإشارة ضمنًا إلى أن مثل هذا الفعل يتوافق مع روح الفيلم.

## روابط خارجية
- مقالات تستعمل روابط فنية بلا صلة مع ويكي بيانات